# Carl De Peuter
Carl De Peuter (Turnhout, 14 oktober 1937 – Herentals, 31 juli 2008)  was een Belgisch politicus voor de CVP. 

## Levensloop
De Peuter groeide op in het Hofkwartier te Herentals. Hij liep er school aan het Scheppersinstituut en doorliep vervolgens zijn humaniora aan het Sint-Jozefcollege. Hierop aansluitend studeerde hij aan de Katholieke Universiteit Leuven, alwaar hij in 1961 afstudeerde als doctor in de rechten. Een jaar later schreef hij zich in aan de balie in Turnhout.
De Peuter werd bij de gemeenteraadsverkiezingen van 1964 verkozen tot gemeenteraadslid van Herentals. Zes jaar later werd hij opnieuw verkozen en werd hij schepen van Cultuur en Onderwijs. Na het overlijden van Henri Van Doninck werd hij in november 1974 benoemd tot burgemeester van deze stad. Hij oefende dit mandaat uit tot na de gemeenteraadsverkiezingen van 1994. In 1995 weigerde minister van Binnenlandse Zaken Johan Vandelanotte zijn benoeming omdat hij verwikkeld geraakt was in een zaak van vermoeden van belangenvermenging met betrekking tot het 't Schaliken. Hij werd als burgemeester opgevolgd door Jos Van Thielen.
Na zijn afzetting werkte De Peuter nog enkele jaren op het hoofdkwartier van de CVP. Na zijn pensionering was hij actief in de horeca. Hij kwam vermoedelijk om het leven na een val van de trap. Zijn afscheidsplechtigheid vond plaats in de Sint-Waldetrudiskerk te Herentals. De Peuter kreeg een laatste rustplaats op de Stedelijk begraafplaats aldaar.